# Jou (Portugal)
Jou es una freguesia portuguesa situada en el municipio de Murça. Según el censo de 2021, tiene una población de 535 habitantes.